# Alsensjön
Alsensjön est un lac en Suède. Il est situé en Alsen et Näskott dans la province de Jämtland. Sur sa rive se trouvent les villages d'Alsen, Glösa, Röde, Valne, Värmon, Vaplan et Ytterån.